# Woodruff (Wisconsin)
Woodruff ist eine Siedlung auf gemeindefreiem Gebiet im Oneida County im US-amerikanischen Bundesstaat Wisconsin. Zu statistischen Zwecken ist der Ort zu einem Census-designated place (CDP) zusammengefasst worden. Das U.S. Census Bureau hat bei der Volkszählung 2020 eine Einwohnerzahl von 891 ermittelt.

## Geografie
Woodruff liegt im Norden Wisconsins, rund 50 km südlich der Grenze zu Michigan. Die geografischen Koordinaten von Woodruff sind 45°53′47″ nördlicher Breite und 89°41′57″ westlicher Länge. Das Ortsgebiet erstreckt sich über eine Fläche von 3,71 km² und bildet das Zentrum der Town of Woodruff.
Nachbarorte von Woodruff sind Arbor Vitae (4,7 km nordöstlich), Lake Tomahawk (12,4 km südöstlich), Minocqua (3,1 km südsüdwestlich) und Marlands (11,9 km nordwestlich).
Die nächstgelegenen größeren Städte sind Green Bay am  Michigansee (249 km südöstlich), Appleton (258 km südsüdöstlich), Wisconsins größte Stadt Milwaukee (409 km in der gleichen Richtung), Wausau (113 km südlich), Wisconsins Hauptstadt Madison (338 km in der gleichen Richtung), Eau Claire (256 km südwestlich), die Twin Cities in Minnesota (350 km westsüdwestlich) und Duluth am Oberen See in Minnesota (260 km westnordwestlich).

## Verkehr
Der U.S. Highway 51 verläuft in Nord-Süd-Richtung als Hauptstraße durch Woodruff. Im Zentrum treffen die Wisconsin State Highways 47 und 70 zusammen. Alle weiteren Straßen sind untergeordnete Landstraßen, teils unbefestigte Fahrwege sowie innerörtliche Verbindungsstraßen.
Mit dem Lakeland Airport befindet sich 6,5 km nordwestlich ein kleiner Flugplatz. Die nächsten regionalen Verkehrsflughäfen sind der Rhinelander–Oneida County Airport in Rhinelander (41,8 km südöstlich) und der Central Wisconsin Airport bei Wausau (133 km südlich).

## Bevölkerung
Nach der Volkszählung im Jahr 2010 lebten in Woodruff 966 Menschen in 455 Haushalten. Die Bevölkerungsdichte betrug 260,4 Einwohner pro Quadratkilometer. In den 455 Haushalten lebten statistisch je 1,97 Personen.
Ethnisch betrachtet setzte sich die Bevölkerung zusammen aus 92,0 Prozent Weißen, 0,2 Prozent Afroamerikanern, 3,5 Prozent amerikanischen Ureinwohnern, 0,4 Prozent Asiaten sowie 1,4 Prozent aus anderen ethnischen Gruppen; 2,4 Prozent stammten von zwei oder mehr Ethnien ab. Unabhängig von der ethnischen Zugehörigkeit waren 3,8 Prozent der Bevölkerung spanischer oder lateinamerikanischer Abstammung.
14,4 Prozent der Bevölkerung waren unter 18 Jahre alt, 55,7 Prozent waren zwischen 18 und 64 und 29,9 Prozent waren 65 Jahre oder älter. 54,7 Prozent der Bevölkerung war weiblich.
Das mittlere jährliche Einkommen eines Haushalts lag bei 25.375 USD. Das Pro-Kopf-Einkommen betrug 22.727 USD. 15,9 Prozent der Einwohner lebten unterhalb der Armutsgrenze.

## Bekannte Bewohner
- Gerald J. Boileau (1900–1981) – Abgeordneter des US-Repräsentantenhauses (1931–1939) – geboren in Woodruff